# Barcino foixensis
Barcino foixensis är en nässeldjursart som beskrevs av Gili, Bouillon, Pagès, Palanques och Puig 1999. Barcino foixensis ingår som enda art i släktet Barcino som är enda släktet i familjen Barcinididae. Inga underarter finns listade i Catalogue of Life.